# Brøndagerskolen
Brøndagerskolen er en specialskole i Albertslund Kommune for børn og unge med autisme. På Brøndagerskolen lærer eleverne ud fra
deres potentialer, og der er fokus på det livslange perspektiv. Skolens udgangspunkt er den enkelte elev, og der tilbydes et kombineret undervisnings-
og fritidstilbud fra 0.—10. klassetrin.